# Kévin Théophile-Catherine
Kévin Théophile-Catherine (Saint-Brieuc, 28. listopada 1989.) francuski je nogometaš koji igra na poziciji braniča. Trenutno igra za Dinamo Zagreb.

## Klupska karijera
U karijeri je branio boje Rennesa, Cardiff Cityja, St. Étiennea i zagrebačkog Dinama. Ukupno kroz karijeru sakupio je 290 službenih nastupa u francuskom Ligue 1 i engleskom Premiershipu. Za Dinamo Zagreb je odigrao pet punih sezona te u svakoj sezoni osvajao naslov prvaka u ligi. Osim toga, s Dinamom je osvojio i jedan kup te 2 puta superkup. Ukupno je zaigrao 153 službene utakmice, među kojima je najznačajnija pobjeda od 3:0 protiv Tottenhama u osmini finala UEFA Europske lige 2020./21. Jedno vrijeme je bio čak i najplaćeniji igrač u Dinamu, s plaćom od 900.000 € godišnje. Na ljeto 2023. mu je istekao ugovor s Dinamom te ne dolazi do produživanja ugovora. Nakon lošijeg ljetnog prijelaznog roka u Dinamu, dolazi do potpisivanja novog ugovora do kraja sezone s Kévinom Théophile-Catherinom koji nije u međuvremenu uspio pronaći novi klub. Svoju 200. utakmicu za Dinamo Zagreb odigrao je 10. prosinca 2024. u utakmici UEFA Lige prvaka 2024./25. protiv Celtica koja je završila bez golova.

## Priznanja

### Klupska
Rennes
- Gambardella kup (1): 2008.

Dinamo Zagreb
- 1. HNL/HNL (6): 2018./19., 2019./20., 2020./21., 2021./22., 2022./23., 2023./24.
- Hrvatski nogometni kup (2): 2020./21., 2023./24.
- Hrvatski nogometni superkup (2): 2019., 2022.

## Vanjske poveznice
- Profil, Francuski nogometni savez
- Profil, Transfermarkt